# Saturnin Jakubowski
Saturnin Jakubowski (ur. 17 marca 1836 w Drosejkanach, zm. 6 stycznia 1918 tamże) – polski lekarz, uczestnik powstania styczniowego, dyrektor szkoły rolniczej w Czernichowie.

## Życiorys
Urodził 17 marca 1836 w zubożałej rodzinie szlacheckiej w zaścianku laudańskim niedaleko Poniewieża. Uczył się w kolegium jezuickim w Wilnie a następnie studiował medycynę na uniwersytecie w Moskwie. W 1862 uzyskał doktorat.
Brał czynny udział w powstaniu styczniowym. Był naczelnikiem powiatu poniewierskiego i przez pewien czas dowodził własnym oddziałem. Został ranny w bitwie pod Medejkami-Birżami i trafił do niewoli. Skazany na 6 lat katorgi a następnie na osiedlenie w Usoli koło Irkucka. Uzyskał amnestię w 1877 i powrócił do kraju. Osiadł w Galicji gdzie nabył Kierlikówkę wieś pod Bochnią i stworzył miejsce gdzie byli sybiracy mogli uzyskać wsparcie. W okresie 1885-88 był dyrektorem "Szkoły Praktycznej Gospodarstwa Wiejskiego w Czernichowie". Potem prowadził własne gospodarstwo a następnie ponad 15 lat spędził w Turkiestanie gdzie pracował jako lekarz. Na koniec życia osiadł w rodzinnych Drosejkanach.
Był dwukrotnie żonaty: z pierwszą żoną miał trójkę dzieci — Jadwigę, Cezarego i Anielę(1884-1943); z drugą żoną Anną z domu Korsak miał dwoje dzieci: Ludmiłę (1882-1943) i Zygmunta.
Zmarł 6 stycznia 1918 i pochowany jest w  Nowomieściu.